# Eotetranychus vinealis
Eotetranychus vinealis är en spindeldjursart som beskrevs av Flechtmann 1993. Eotetranychus vinealis ingår i släktet Eotetranychus och familjen Tetranychidae. Inga underarter finns listade i Catalogue of Life.